# Xander Bogaerts
Xander Jan Bogaerts, OON; nascido em 1º de outubro de 1992) apelidado de The X-Man e Bogey, é um jogador profissional de beisebol arubiano atuando pelo Boston Red Sox da Major League Baseball e pela Seleção Neerlandesa de Beisebol. Tem 1,85 m. e 95 quilos.
Após assinar como amador com o Red Sox em 2009, Bogaerts fez sua estreia na MLB em 2013, aparecendo em 30 jogos entre a temporada regular e a pós-temporada, ajudando o Red Sox na conquista na World Series de 2013. Se tornou o shortstop titular do Red Sox em 2014, e foi premiado com o Silver Slugger Award da American League naquela posição e venceu consecutivamente em 2015 e 2016.